# Estación de Ekaterimburgo
La estación de ferrocarril de Ekaterimburgo (en ruso: Екатеринбург-Пассажирский), oficialmente Ekaterinburg-Passazhirsky, es la principal y más antigua estación de ferrocarril de Ekaterimburgo, Rusia. La estación se encuentra situada a 2,5 km al norte del centro de la ciudad y es una de las paradas del ferrocarril Transiberiano.

## Historia
Inaugurada en 1878 como Ekaterimburgo-I, la estación mantuvo su denominación hasta 1924, cuando el gobierno de la Unión Soviética la renombró Sverdlovsk-Passazhirsky o estación de pasajeros de Sverdlovsk, el nombre oficial de la ciudad durante la época soviética.

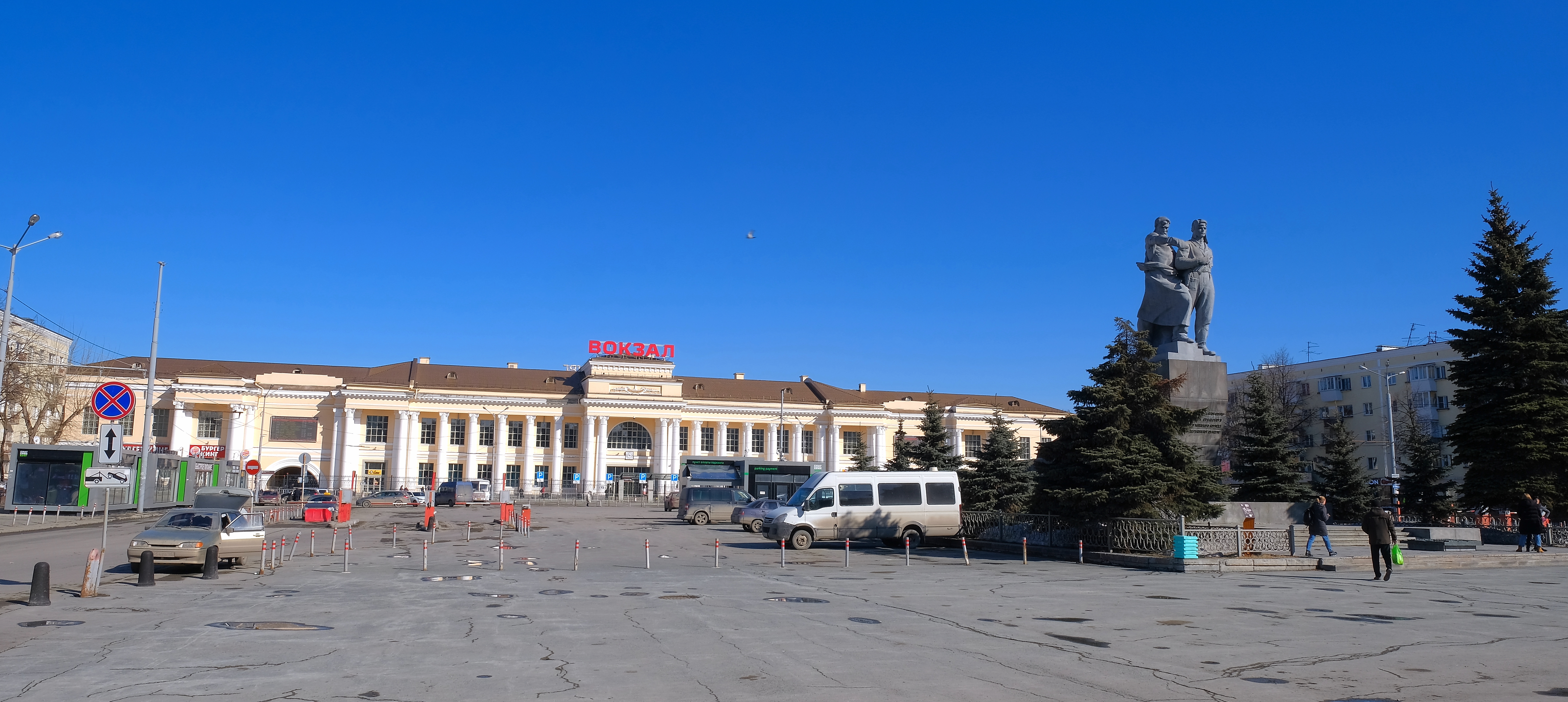
Plaza Privokzálnaya

Después de volver al nombre histórico de la estación de Ekaterimburgo, esta mantenido durante mucho tiempo el tradicional de Sverdlovsk-Passazhirsky, lo que causó cierta confusión. En marzo de 2009, los Ferrocarriles Rusos se ofrecieron a cambiar el nombre de la estación acorde con el actual de la ciudad. La iniciativa fue apoyada por el Servicio Federal para el Estado de Registro, Catastro y Cartografía, el Instituto de Historia Rusa y las autoridades regionales, así como miembros de movimientos públicos locales. El 30 de marzo de 2010, la resolución del Gobierno de la Federación de Rusia decidió que el nombre pasaría a ser Ekaterimburgo-Passazhirsky.

## Conexiones
La estación de tren de Ekaterimburgo se encuentra a unos 2,5 kilómetros al norte de la ciudad. Es un importante centro de transporte y conecta a Ekaterimburgo con las ciudades más importantes de Rusia. Desde Moscú, el tren más rápido y más bonito es el número 016E, que viaja a través de Kazán, tarda 25 horas, 37 minutos y se ofrece el trayecto solamente en primera y segunda clase. Otra opción, pero más barato es 008E, que va a través de Yaroslavl y Perm, pero tarda 28 horas, 23 minutos y se ofrece solamente en segunda y tercera clase. El viaje de vuelta se numeran 015E y 007E, respectivamente, y tomar unas cuantas horas más para completar el viaje. Otra opción es tomar uno de los trenes del Transiberiano como el Rossiya (002), que tarda alrededor de 25 horas y media. Hay muchos otros trenes a Ekaterimburgo todos los días que siguen a lugares como Barnaul, Tomsk, Krasnoyarsk e Irkutsk.
La estación también cuenta con una conexión directa al Aeropuerto de Koltsovo.